# Camós
 Camós es un municipio español de la provincia de Gerona, comunidad autónoma de Cataluña, situado al sur de la comarca de la Plana del Lago, cerca de Bañolas. Está formado por los núcleos de San Vicente de Camós (la capital municipal) y Santa María de Camós. Tiene una población de 711 habitantes (INE 2024).

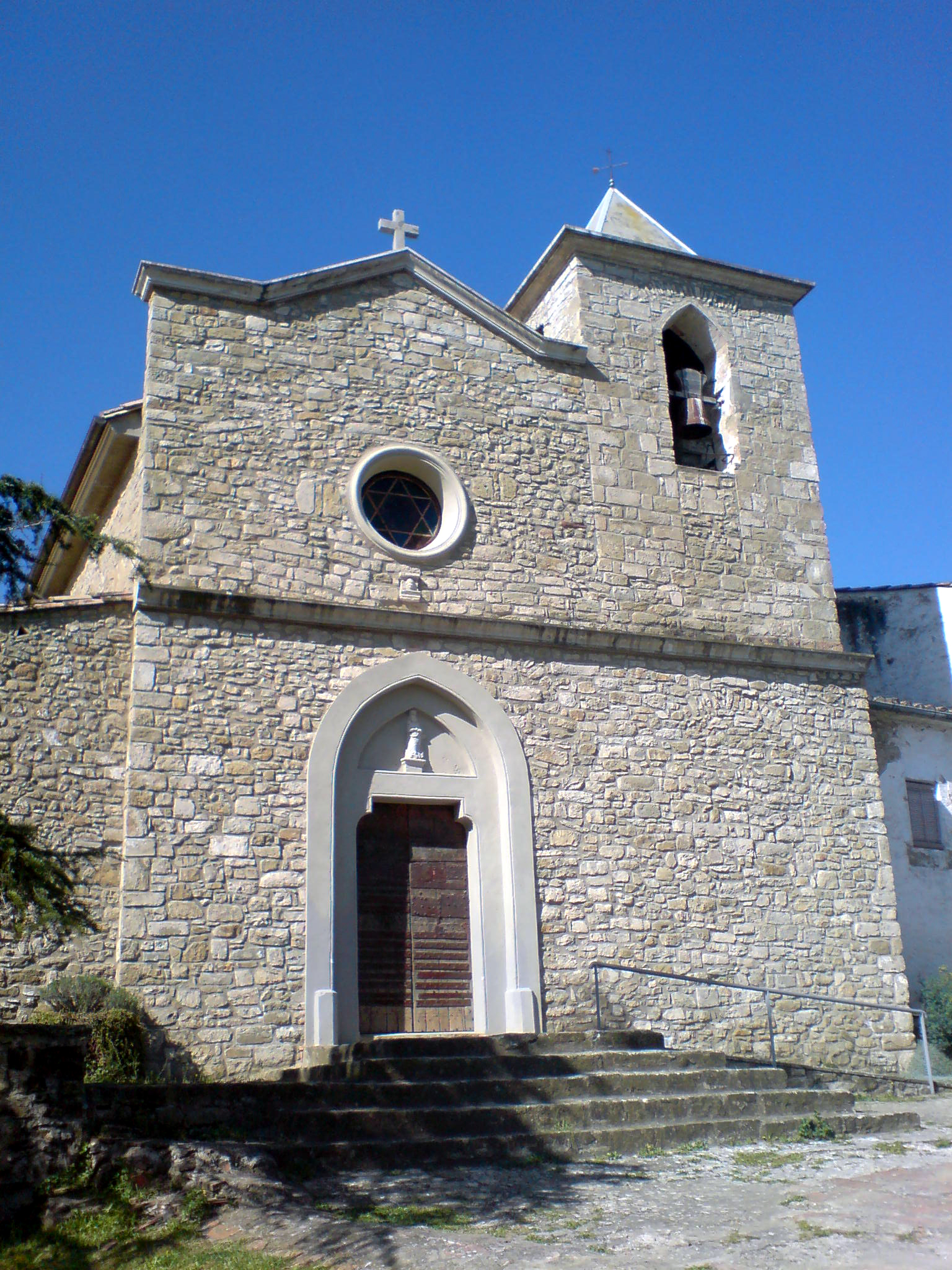
Iglesia de Santa María de Camós

## Demografía
Camós cuenta con una población de 711 habitantes (INE 2024).
| Gráfica de evolución demográfica de Camós entre 1842 y 2021 |
| |
| Población de derecho según los censos de población del INE Población de hecho según los censos de población del INEEn este censo se denominaba Santa María de Camós: 1842 En este censo se denominaba San Vicente de Camós: 1857 |